# Leonard z Limoges
Święty Leonard z Limoges lub święty Leonard z Noblac (ur. ok. 466, zm. 6 listopada ok. 559) – rycerz frankoński, pustelnik; jeden z najpopularniejszych świętych Kościoła katolickiego w Europie Zachodniej w średniowieczu; patron dobrego porodu, położnych, więźniów, jeńców, chorych i zagrożonych napadem lub kradzieżą.

## Życiorys
Wykazy hagiograficzne znają 6 świętych i 2 błogosławionych o tym imieniu. Wśród nich 3 pustelników i opatów. Nasz święty był wśród ludu najwięcej znany i popularny. Do Martyrologium Rzymskiego umieścił św. Leonarda z Limoges kardynał Cezary Baroniusz na podstawie świadectwa św. Bedy i bł. Adona. Wspomnienie o św. Leonardzie znajdziemy także w Historii napisanej przez Ademara z Chabannes ok. roku 1028. Pochodził ze znakomitej rodziny frankońskiej, zaprzyjaźnionej z królem Franków Chlodwigiem. Ten zgodził się być nawet ojcem chrzestnym św. Leonarda. Wychował się u biskupa Reims św. Remigiusza. Potem został pustelnikiem. Ofiarowanej przez Chlodwiga godności biskupiej nie przyjął. Zamieszkał w puszczy leśnej w pobliżu swojego rodzinnego miasta. Św. Leonard zmarł prawdopodobnie 6 listopada 559 roku. Grób jego stał się natychmiast miejscem pielgrzymek. Święty należał do najpopularniejszych świętych w Europie w wiekach średnich: we Francji, w Anglii, Niemczech, Austrii, w Bawarii, w Szwecji i w Polsce. 
W ikonografii atrybutami św. Leonarda są: łańcuch, skruszone kajdany, koń, kwiat w ustach.
Wspomnienie liturgiczne obchodzone jest 6 listopada.